# Junior Cony
 (août 2020).
Si vous disposez d'ouvrages ou d'articles de référence ou si vous connaissez des sites web de qualité traitant du thème abordé ici, merci de compléter l'article en donnant les références utiles à sa vérifiabilité et en les liant à la section « Notes et références ».
Pour les articles homonymes, voir Cony.
Junior Cony, aussi appelé Jean-Mi, de son vrai nom Jean-Michel Rossignol, est un artiste, compositeur et musicien français.
Il apparait sur la scène musicale en 1983 avec le duo punk indus parisien Les Envahisseurs en compagnie de Christian Vallée. L'album Migraine On Mars sort deux ans plus tard et le groupe s'arrête en 1987.
Junior Cony est le projet dub de l'artiste mais il est tout aussi reconnu pour tenir les machines du groupe de punk français Ludwig von 88. Il a toujours été très actif dans la scène rock alternative en contribuant également aux mix des Bérurier Noir,  Les Oïdgts, Raymonde & les Blancs-Becs, Sergent Garcia ou Marousse.

## Parcours
L'artiste est également le co-animateur de l'émission Léo 38 sur Radio libertaire, programme musical "strictly-vinyls" connu pour durer toute la nuit un vendredi soir sur deux.
Junior Cony pratique un dub très empreint des nouvelles technologies, mais avec un effort pour garder le son original du dub des années 1970/80. Un compromis entre digital dub et roots dub travaillé sur diverses machines.
Le premier album Inna Roots Tradition évoque le dub anglais avec une ligne de basse et une rythmique majoritairement synthétiques et cependant un hommage marquant au dub roots. Il faut noter l'utilisation d'instruments traditionnels (guitares, instruments à vent...). Junior Cony précise avoir "enregistré et mixé à la zonmé entre 1995 et 2001" cet album, qui sort dans les bacs en 2003 sur le label Crash Disques, où l'on retrouve également Ludwig Von 88, en distribution chez Pias-France.
La même année sort sur le même label Junior Cony Meets Shanti D & Mister Irie - At the Government Shop où il re-visite certains de ces riddims et quelques inédits avec les voix des chanteurs Shanti D et Mister Irie. C'est une nouvelle exploration du dub avec des morceaux proches du reggae ou du ragga.
En 2006 sort Peace Monger chez FZM qui marque le retour de Junior Cony au studio. Son dub reste toujours roots et digital, porté par des basses profondes et des mélodies planantes.
De retour en 2008 avec l'album The Meaning Of Life, Junior Cony propose une nouvelle collaboration avec le chanteur Shanti D et un dub de plus en plus atmosphérique.
À partir de l'année 2011 Junior Cony apparait sur scène en compagnie de Sista Chance, chanteuse du groupe Raspigaous sur leurs deux premiers albums. Le projet Bass Koutur prend naissance, électro-dub aux textes engagés et dont l'album 7 titres La Pétroleuse sort en 2015 uniquement sur soundcloud.
Depuis 2012, Junior Cony travaille également sur le projet LaTwal avec Géraldine la chanteuse du groupe Cartouche. Le duo pratique un électro-dub aux influences punk. Un EP deux titres Shtil Di Nakht est publié en 2014 avant l'album 10 titres LaTwal en 2016.
En 2013 Junior Cony revient avec Shanti D pour ce qui est annoncé comme leur dernier album commun. Il sort le 2 juin 2014 sur le label Hammerbass, presque logiquement intitulé The End.
- Inna Roots Tradition (Crash Disques / Pias, 2003)
- Junior Cony Meets Shanti D & Mister Irie - At the Government Shop (Crash Disques / Pias, 2003)
- Peace Monger (FZM, 2006)
- Junior Cony & Shanti D - The Meaning Of Life (Malana Cream, 2008)
- Junior Cony & Shanti D - The End (Hammerbass, 2014)
- Les Oïdgts - 92 Stylée (Black et Noir,1992)